# Auguste Matthieu Panseron
Auguste Mathieu Panseron (París, 26 d'abril de 1796 - París, 29 de juliol de 1859) fou un compositor i professor de cant francès.
Va rebre les primeres lliçons del seu pare, i als vuit anys entrà en el Conservatori, aconseguint successivament els premis de solfeig (1806), d'harmonia (1809), de violí (1811) i, per acabar, el gran premi de composició, marxant, en la seva conseqüència, a Itàlia, i des d'allà a Alemanya i a Rússia.
Tornat a París el 1818, fou nomenat acompanyant de l'Òpera Còmica i el 1824 professor de cant del Conservatori. El 1829 succeí a Halévy com acompanyant de l'Òpera italiana, però poc temps després dimití per consagrar-se exclusivament a la música.
Al teatre donà les òperes La grille du parc (1819), Les deux cousines (1821), i L'école de Rome (1827), però el que li donà més popularitat foren les seves romances, en nombre de més de 500, que feren conèixer el seu nom arreu d'Europa.
A més, se li deuen, 200 nocturns, moltes misses i altres composicions religioses i, finalment, bon nombre d'obres didàctiques, com el A B C musical, Solfègenes, Solfège d'artiste, Solfège du pianiste, Solfège du violiniste, Méthode de vocalisation, Méthode compléte du vocalisation, i Traité de l'harmonie pratique et de la modulation (1855).